# Пон-Сен-Мартен (Атлантическая Луара)
Пон-Сен-Мартен (фр. Pont-Saint-Martin) — коммуна на западе Франции, находится в регионе Пеи-де-ла-Луар, департамент Атлантическая Луара, округ Нант, кантон Сен-Фильбер-де-Гран-Льё. Расположена в 11 км к югу от Нанта, в 7 км от автомагистрали A83. Через территорию коммуны протекает река Оньон.
Население (2017) — 6 037 человек.

## Достопримечательности
- Менгир Дам-де-пьер («Каменные дамы»)
- Шато Ла-Рери XIX века
- Шато дю Плесси XV-XIX веков
- Шато Ла-Пигосьер

## Экономика
Структура занятости населения:
- сельское хозяйство — 3,0 %
- промышленность — 15,3 %
- строительство — 12,8 %
- торговля, транспорт и сфера услуг — 53,8 %
- государственные и муниципальные службы — 15,1 %

Уровень безработицы (2017 год) — 7,1 % (Франция в целом — 13,4 %, департамент Атлантическая Луара — 11,6 %). 

Среднегодовой доход на 1 человека, евро (2017 год) — 23 540 (Франция в целом — 21 110, департамент Атлантическая Луара — 21 910).

## Демография
Динамика численности населения, чел.

## Администрация
Пост мэра Пон-Сен-Мартена с 2014 года занимает Янник Фетиво (Yannick Fétiveau). На муниципальных выборах 2020 года он был единственным кандидатом на пост мэра.
| Период | Период | Фамилия         | Партия        | Примечания                       |
| ------ | ------ | --------------- | ------------- | -------------------------------- |
| 1977   | 1983   | Жан-Пьер Гарден |               | инженер                          |
| 1983   | 1989   | Морис Фигюро    |               | винодел                          |
| 1989   | 2000   | Мишель Гу       | Разные правые | торговец редкими породами дерева |
| 2000   | 2014   | Ив Франсуа      |               | банковский служащий              |
| 2014   |        | Янник Фетиво    |               | учитель                          |

## Города-побратимы
- Брокенхёрст, Великобритания
- Пон-Сен-Мартен, Италия

## Галерея

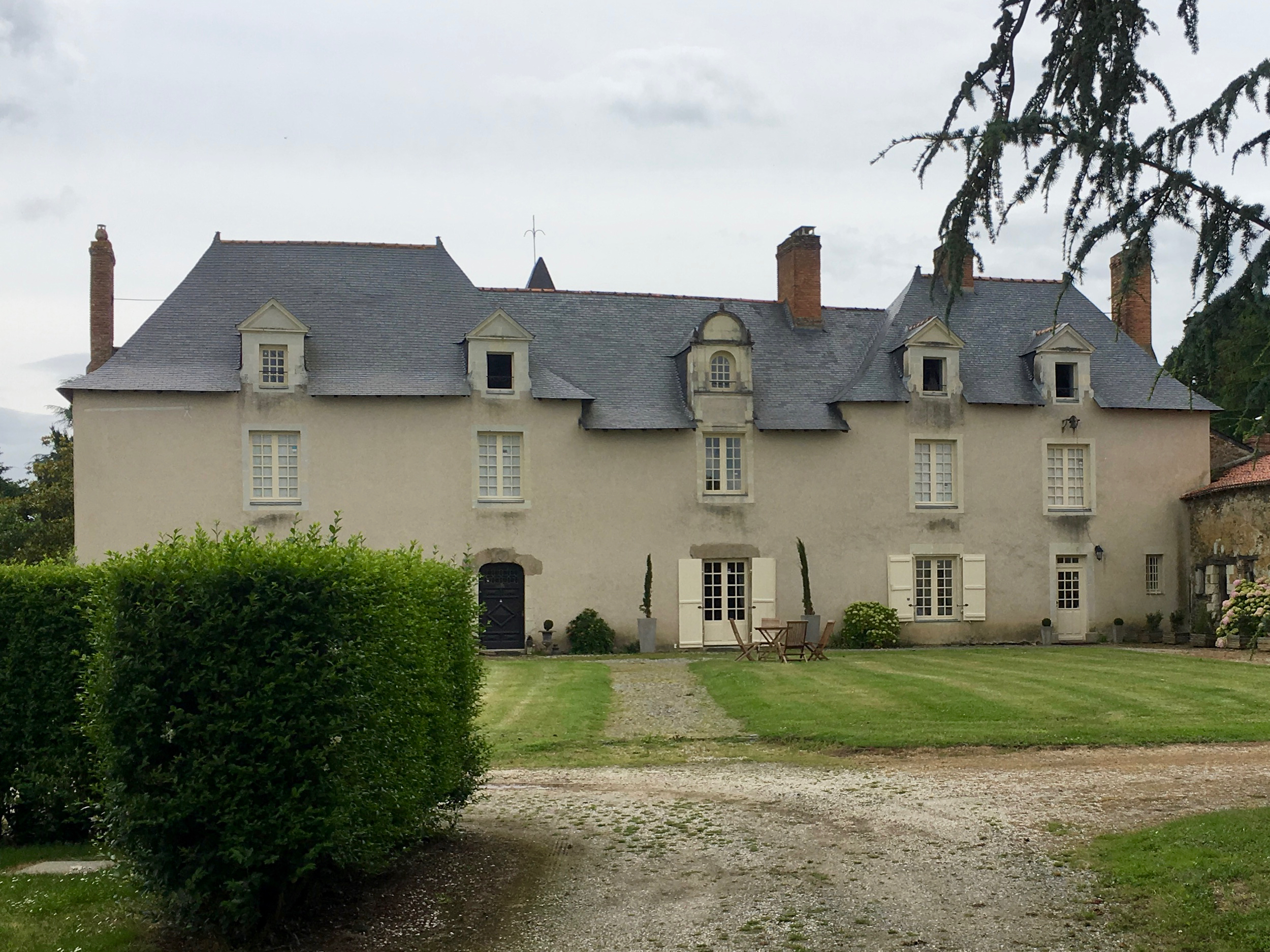
Шато дю Плесси
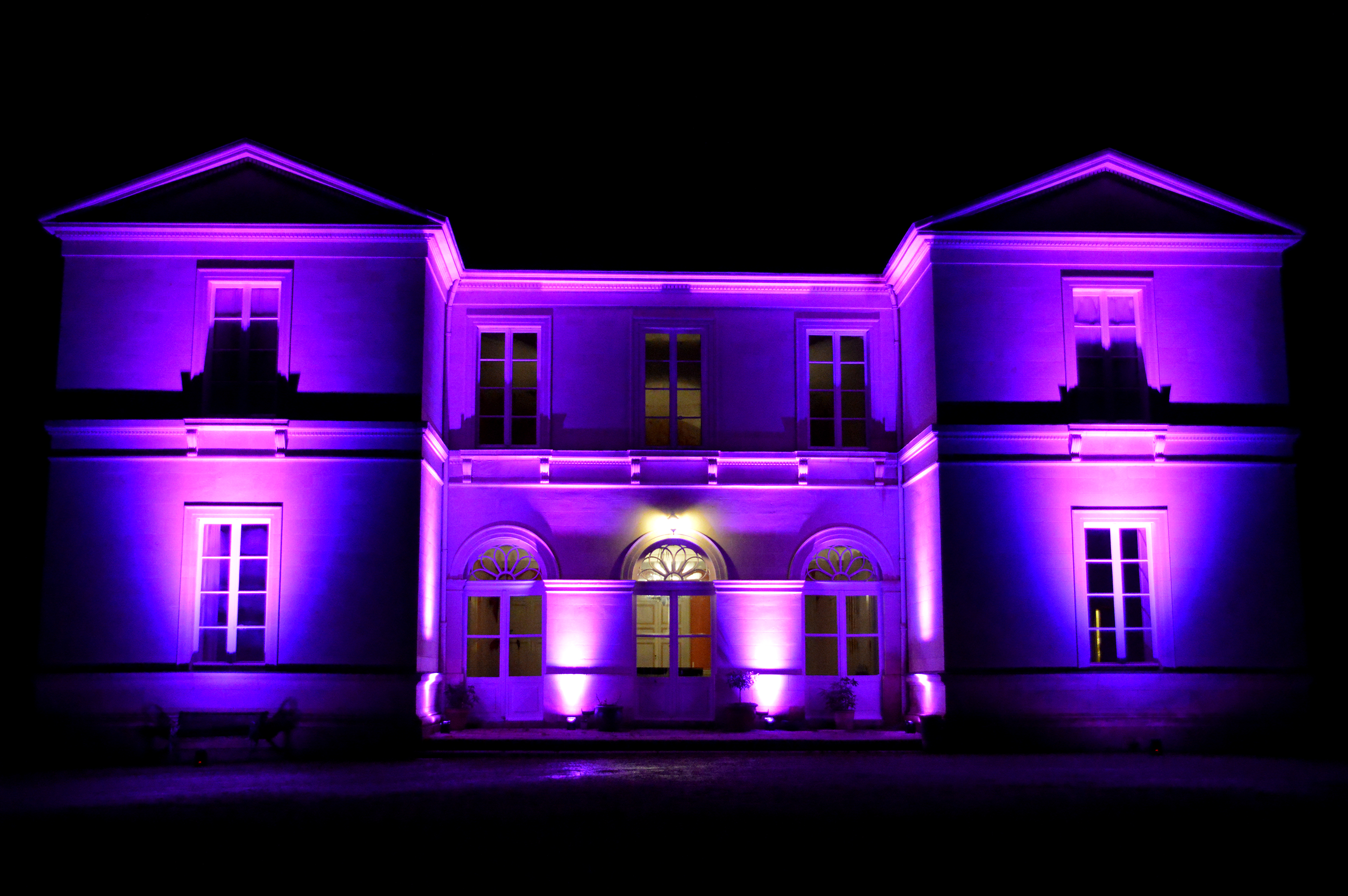
Шато Ла-Рери